# Дрепин, Николай Фёдорович
Николай Фёдорович Дрепин (укр. Микола Федорович Дрепін) (род. 1925, Амвросиевка, Донецкая область, Украинская ССР — 2004, Киев, Украина) — советский и украинский инженер, организатор производства и видный деятель цементной промышленности Украинской ССР в 1970—1990-х годах. Первый заместитель министра промышленности строительных материалов Украинской ССР (1970—1980-е), директор Балаклейского цементно-шиферного комбината (Харьковская область). Внёс значительный вклад в развитие цементной отрасли республики, модернизацию предприятий и внедрение новых технологий. Соавтор ряда патентов в области производства строительных материалов.

## Биография
Николай Фёдорович Дрепин родился в городе Амвросиевка Донецкой области Украинской ССР в 1925 году в семье потомственных цементников. Трудовую деятельность начал слесарем на одном из Амвросиевских цементных заводов. Получив образование инженера-механика по специальности «механик строительных материалов», продолжил карьеру в отрасли.

### Карьера

#### Работа на Балаклейском цементно-шиферном комбинате
С конца 1960-х годов Николай Фёдорович работал на Балаклейском цементно-шиферном комбинате в Харьковской области, где прошёл путь от инженера до директора предприятия. Под его руководством комбинат стал одним из ведущих в отрасли, значительно увеличив объёмы производства и внедрив передовые технологии. Предприятие превратилось в крупного поставщика цемента для строительных объектов Украины и других союзных республик. Помимо производственной деятельности, Дрепин уделял внимание социальной инфраструктуре города Балаклея, инициировав строительство подвесного моста через реку Балаклейка и обустройство парковой лестницы.

#### Руководящая деятельность в министерстве
В начале 1970-х годов за успехи в производственной сфере был приглашён в Киев, где занял должность первого заместителя министра промышленности строительных материалов Украинской ССР. На этом посту он курировал цементную отрасль республики, включая деятельность объединения «Укрцемент». Под его руководством проводилась модернизация цементных заводов, расширялся ассортимент строительных материалов и внедрялись новые технологии. В этот период Украина обеспечивала значительную долю производства цемента в Советском Союзе, внося весомый вклад в выполнение общесоюзных строительных программ. Деятельность охватывала 1970—1980-е годы и продолжалась до начала 1990-х, когда в связи с распадом СССР промышленное управление было реорганизовано.

### Научная и изобретательская деятельность
Николай Фёдорович активно участвовал в научно-технической работе. Он стал соавтором нескольких патентов, связанных с технологией производства цемента и строительных смесей. Среди наиболее известных разработок:
- Патент SU 513950: Способ получения цементного клинкера, опубликован в 1976 г.
- Патент SU 852825: Способ приготовления строительной смеси, опубликован в 1981 г.

Эти изобретения были направлены на повышение эффективности технологических процессов и улучшение характеристик строительных материалов.

### Вклад и признание
Внёс значительный вклад в развитие цементной промышленности Украины в период позднего Советского Союза. Его деятельность способствовала росту производственных показателей, модернизации предприятий и улучшению условий труда на заводах. Современники отмечали его как профессионала высокого уровня, сочетавшего требовательность с простотой в общении и искренней заботой о людях. Его имя упоминается среди ключевых руководителей отрасли того времени наряду с другими видными организаторами цементного производства.

### Личностные качества
Пользовался уважением коллег и работников предприятий за профессионализм и человеческие качества. Его инициативы в области социальной инфраструктуры, такие как проекты в Балаклее, свидетельствуют о стремлении улучшать не только производство, но и жизнь окружающих.